# Trypogeus sericeus
Trypogeus sericeus (лат.) — вид жуков-усачей рода Trypogeus из подсемейства Dorcasominae. Юго-Восточная Азия: Китай.

## Описание
Среднего размера жуки-усачи (длина 10 — 16 мм, ширина в плечах до 4,6 мм), желтовато-коричневого цвета. Общая окраска самца жёлтая, с золотистым опушением. Голова субквадратная, продольно бороздчатая, глаза не сильно выпуклые. Мандибулы красноватые по внутреннему краю и черноватые с внешней стороны и на вершине. Обычно с черноватым пятном между глазами, у некоторых особей оно может быть полностью чёрным. Усики длинные, заходят за вершину надкрылий у антенномера 9, после антенномера 4 слегка зазубрены, от скапуса до четвертого антенномера обычно коричневого цвета, два последних членика обычно желтоватые. Переднеспинка субквадратная с четырьмя бугорками в центре диска и пятым посередине заднего края. Вид был впервые описан в 1951 году американским колеоптерологом Judson Linsley Gressitt (1914—1982) под названием Paranthophylax sericeus, а его валидный статус был подтверждён в ходе ревизии, проведённой в 2015 году испанским энтомологом Эдуардом Вивесом (Eduard Vives, Museu de Ciuències Naturals de Barcelona, Террасса, Испания).